# River Brett
Der River Brett ist ein Wasserlauf in Suffolk, England. Er entsteht nördlich von Brettenham und fließt zunächst in südöstlicher Richtung. Westlich von Whatfield wendet sich der River Brett in südlicher Richtung, in der er bis zu seiner Mündung in den River Stour fließt.